# Betoncourt-sur-Mance
Pour les articles homonymes, voir Betoncourt et Mance.
Betoncourt-sur-Mance est une commune française située dans le département de la Haute-Saône, la région culturelle et historique de Franche-Comté et la région administrative Bourgogne-Franche-Comté.

## Géographie

### Climat
Pour des articles plus généraux, voir Climat de la Bourgogne-Franche-Comté et Climat de la Haute-Saône.
En 2010, le climat de la commune est de type climat des marges montargnardes, selon une étude du Centre national de la recherche scientifique s'appuyant sur une série de données couvrant la période 1971-2000. En 2020, Météo-France publie une typologie des climats de la France métropolitaine dans laquelle la commune est exposée à un climat océanique altéré et est dans la région climatique  Lorraine, plateau de Langres, Morvan, caractérisée par un hiver rude (1,5 °C), des vents modérés et des brouillards fréquents en automne et hiver. 
Pour la période 1971-2000, la température annuelle moyenne est de 10,2 °C, avec une amplitude thermique annuelle de 16,9 °C. Le cumul annuel moyen de précipitations est de 957 mm, avec 12,7 jours de précipitations en janvier et 9,4 jours en juillet. Pour la période 1991-2020, la température moyenne annuelle observée sur la station météorologique de Météo-France la plus proche, « La Quarte », sur la commune de La Quarte à 8 km à vol d'oiseau, est de 10,4 °C et le cumul annuel moyen de précipitations est de 1 026,0 mm. 
La température maximale relevée sur cette station est de 39 °C, atteinte le 25 juillet 2019 ; la température minimale est de −18 °C, atteinte le 20 décembre 2009,,. 
Les paramètres climatiques de la commune ont été estimés pour le milieu du siècle (2041-2070) selon différents scénarios d'émission de gaz à effet de serre à partir des nouvelles projections climatiques de référence DRIAS-2020. Ils sont consultables sur un site dédié publié par Météo-France en novembre 2022.

## Urbanisme

### Typologie
Au 1er janvier 2024, Betoncourt-sur-Mance est catégorisée commune rurale à habitat très dispersé, selon la nouvelle grille communale de densité à sept niveaux définie par l'Insee en 2022.
Elle est située hors unité urbaine et hors attraction des villes,.

### Occupation des sols
L'occupation des sols de la commune, telle qu'elle ressort de la base de données européenne d’occupation biophysique des sols Corine Land Cover (CLC), est marquée par l'importance des territoires agricoles (66,5 % en 2018), une proportion sensiblement équivalente à celle de 1990 (66,7 %). La répartition détaillée en 2018 est la suivante : 
prairies (51,2 %), forêts (33,5 %), terres arables (15,1 %), zones agricoles hétérogènes (0,2 %). L'évolution de l’occupation des sols de la commune et de ses infrastructures peut être observée sur les différentes représentations cartographiques du territoire : la carte de Cassini (XVIIIe siècle), la carte d'état-major (1820-1866) et les cartes ou photos aériennes de l'IGN pour la période actuelle (1950 à aujourd'hui).

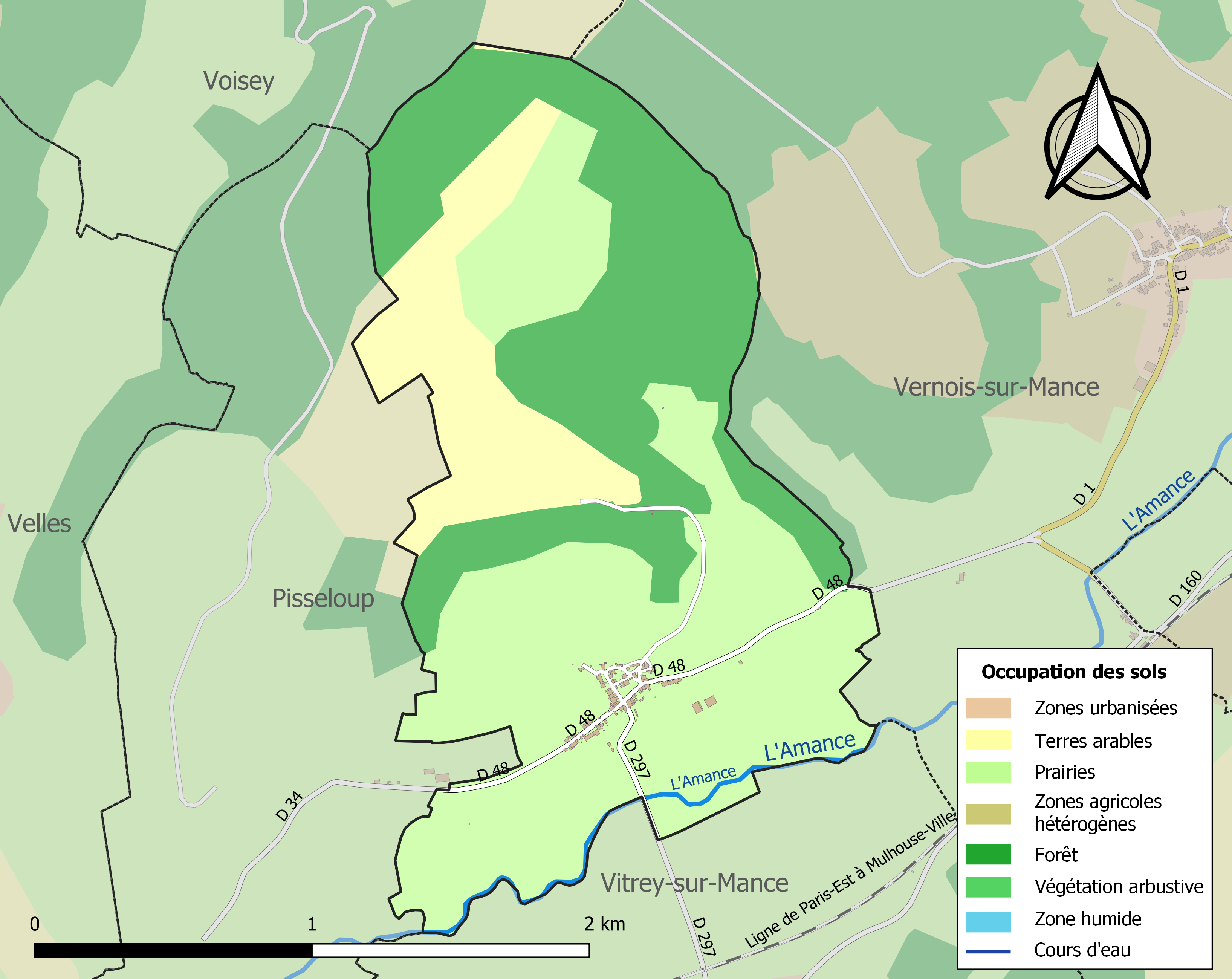
Carte des infrastructures et de l'occupation des sols de la commune en 2018 (CLC).

## Toponymie
Sens du toponyme : le domaine (court) appartenant à Bethon, Bethan (nom de personne d'origine germanique).

## Histoire
Betoncourt-sur-Mance est mentionnée dès 1223 dans un traité par lequel Gerard Ier sire de Chauvirey cède aux moines de l'abbaye de Cherlieu le quart des dîmes du village[réf. nécessaire].

## Politique et administration

Carte départementale représentant en rouge la communauté de communes des Hauts du val de Saône.

### Rattachements administratifs et électoraux
La commune fait partie de l'arrondissement de Vesoul du département de la Haute-Saône, en région Bourgogne-Franche-Comté. Pour l'élection des députés, elle dépend de la première circonscription de la Haute-Saône.
La commune faisait partie depuis 1793 du canton de Vitrey-sur-Mance. Dans le cadre du redécoupage cantonal de 2014 en France, la commune fait désormais partie du canton de Jussey.

### Intercommunalité
La commune fait partie de la communauté de communes des Hauts du val de Saône, intercommunalité créée fin 2013 par la fusion de trois petites communautés de communes.

### Liste des maires
| Période                                  | Période       | Identité        | Étiquette | Qualité                                   |
| ---------------------------------------- | ------------- | --------------- | --------- | ----------------------------------------- |
| Les données manquantes sont à compléter. |               |                 |           |                                           |
| mars 2001                                | novembre 2004 | Jérôme Flambart | DVD       |                                           |
| janvier 2005                             | En cours      | Anne Marie Rupt | DVD       | Retraitée Réélue pour le mandat 2014-2020 |

## Démographie
L'évolution du nombre d'habitants est connue à travers les recensements de la population effectués dans la commune depuis 1793. Pour les communes de moins de 10 000 habitants, une enquête de recensement portant sur toute la population est réalisée tous les cinq ans, les populations de référence des années intermédiaires étant quant à elles estimées par interpolation ou extrapolation. Pour la commune, le premier recensement exhaustif entrant dans le cadre du nouveau dispositif a été réalisé en 2006.

En 2022, la commune comptait 25 habitants, en évolution de −16,67 % par rapport à 2016 (Haute-Saône : −1,4 %, France hors Mayotte : +2,11 %).
| 1793 | 1800 | 1806 | 1821 | 1831 | 1836 | 1841 | 1846 | 1851 |
| ---- | ---- | ---- | ---- | ---- | ---- | ---- | ---- | ---- |
| 253  | 300  | 295  | 299  | 300  | 302  | 294  | 282  | 293  |

| 1856 | 1861 | 1866 | 1872 | 1876 | 1881 | 1886 | 1891 | 1896 |
| ---- | ---- | ---- | ---- | ---- | ---- | ---- | ---- | ---- |
| 263  | 279  | 283  | 269  | 267  | 261  | 253  | 232  | 215  |

| 1901 | 1906 | 1911 | 1921 | 1926 | 1931 | 1936 | 1946 | 1954 |
| ---- | ---- | ---- | ---- | ---- | ---- | ---- | ---- | ---- |
| 213  | 195  | 186  | 154  | 161  | 138  | 126  | 128  | 98   |

| 1962 | 1968 | 1975 | 1982 | 1990 | 1999 | 2006 | 2011 | 2016 |
| ---- | ---- | ---- | ---- | ---- | ---- | ---- | ---- | ---- |
| 108  | 90   | 68   | 70   | 62   | 52   | 44   | 41   | 30   |

| 2021 | 2022 | - | - | - | - | - | - | - |
| ---- | ---- | - | - | - | - | - | - | - |
| 26   | 25   | - | - | - | - | - | - | - |

## Culture locale et patrimoine

### Lieux et monuments
Église du XVIIIe siècle. Elle possède la particularité d'avoir été construite pendant la Révolution française (1791-1793).